# جزيرة بولونز
جزيرة بولونز (بالإنجليزية: Bollons Island)‏ هي جزيرة صغيرة في مجموعة جزر أنتيبودز النيوزيلندية. إنها ثاني أكبر جزيرة في المجموعة بعد جزيرة أنتيبودز.